# Midlands

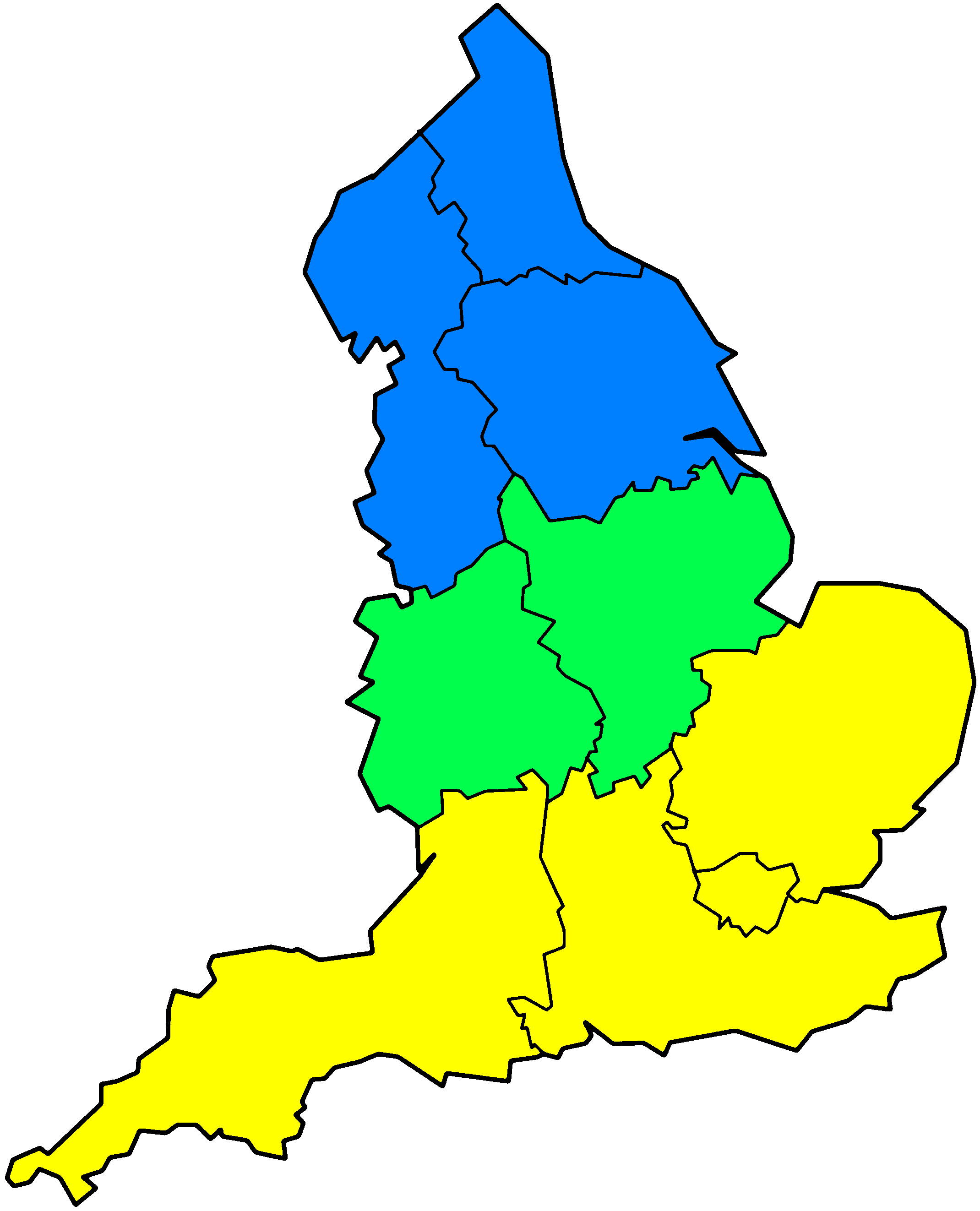
Nordengland (blau) Mittelengland (grün) Südengland (gelb)

Die Midlands (‚Mittelland‘) sind der zentrale Teil Englands rund um Birmingham. Sie entsprechen etwa dem mittelenglischen Tiefland, dem traditionellen Zentrum der Kohleförderung (siehe den Begriff Black Country) und bis heute der Industrie. Die Midlands bilden die Mitte zwischen Südengland (Bristol – Southampton – London – Norfolk) und Nordengland (Liverpool – Manchester über Sheffield bis zum Humber-Tiefland).

## Drei Regionen und zwölf bis vierzehn Grafschaften
Zu diesem Gebiet gehören die Grafschaften Derbyshire, Herefordshire, Leicestershire, Lincolnshire, Northamptonshire, Nottinghamshire, Rutland, Shropshire, Staffordshire, Warwickshire, West Midlands und Worcestershire.
Ihr urbanes Zentrum ist die Agglomeration von Birmingham, Wolverhampton und Coventry mit mehreren Millionen Einwohnern.
Gloucestershire und Oxfordshire werden heute üblicherweise zu den Midlands gezählt, wenn auch zu ihrer äußersten südlichen Ecke. Andererseits könnte Cheshire Teil der Midlands sein, wird aber oft zum Nordwesten Englands gerechnet.

## Geschichtliche Entwicklung
Die Region entspricht weitgehend dem frühmittelalterlichen Königreich Mercia.
Bereits 1790 wurden die Midlands – mit der Fertigstellung des Oxford-Kanals – auf dem Wasserweg mit Oxford und London verbunden, was den Warenverkehr deutlich vereinfachte und zum wirtschaftlichen Aufstieg der Region wesentlich beitrug. 
Im Osten wurden die South Midlands von der Regierung als Entwicklungsgebiet definiert. Sie bestehen aus Northamptonshire und Bedfordshire und dem nördlichen Buckinghamshire. Die beiden letzteren gehören üblicherweise nicht zu den Midlands. 
East Midlands und West Midlands sind englische Verwaltungseinheiten, die jedoch nicht ganz die traditionelle Region Midlands abdecken. Sie schließen Teile des nördlichen Lincolnshire aus, die zu Yorkshire and the Humber gehören (siehe auch Unitary Authority), sowie Peterborough, das einmal Teil von Northamptonshire war, nun aber zu Cambridgeshire in der Region East of England gehört.

## Größere Städte in den Midlands
(Fett markierte Städte haben über 200.000 Einwohner)
- Birmingham (inoffizielle Hauptstadt, 1 Million Einwohner)
- Coventry
- Derby
- Dudley
- Hereford
- Kettering (Northamptonshire)
- Kidderminster
- Leicester
- Lichfield
- Lincoln
- Luton
- Malvern (Worcestershire) (hier war die Satellitenstation des Europanetzes)
- Milton Keynes
- Newcastle-under-Lyme
- Northampton
- Nottingham
- Redditch
- Rugby
- Shrewsbury
- Solihull
- Stafford
- Stoke-on-Trent
- Stratford-upon-Avon
- Tamworth
- Telford
- West Bromwich
- Walsall
- Warwick
- Wolverhampton
- Worcester